# Купаловский мемориальный заповедник «Левки»
Купаловский мемориальный заповедник «Левки» (бел. Купалаўскі мемарыяльны запаведнік «Ляўкі») — филиал Государственного литературного музея Янки Купалы, расположен в урочище Левки в лесу в 0,5 км от деревни Левки Оршанского района.

## История

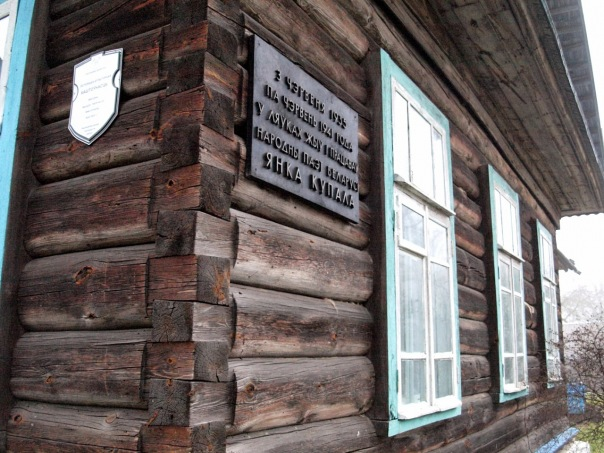
Мемориальная доска на здании бывшей конторы Копысского лесничества

В Левках в 1935—1941 годах на даче жил и работал народный поэт Беларуси Янка Купала.
Лирические стихи «Сонцу», «Алеся», «Лён», «Сосны», «Госці», «Вечарынка», «Сыны» и другие, написанные поэтом в этот период, составляют так называемый «Ляевковский цикл». Они посвящены новой социалистической действительности, колхозным труженикам, их быту. В начале Великой Отечественной войны, 3 июля 1941 года, дача сгорела.
 

4 августа 1945 года было принято Постановление СНК БССР и ЦК КП(б)Б № 1139—292 «Об увековечении памяти народного поэта Беларуси Янки Купалы», в котором предусматривалось восстановление дачи и создание там филиала Литературного музея Янки Купалы.

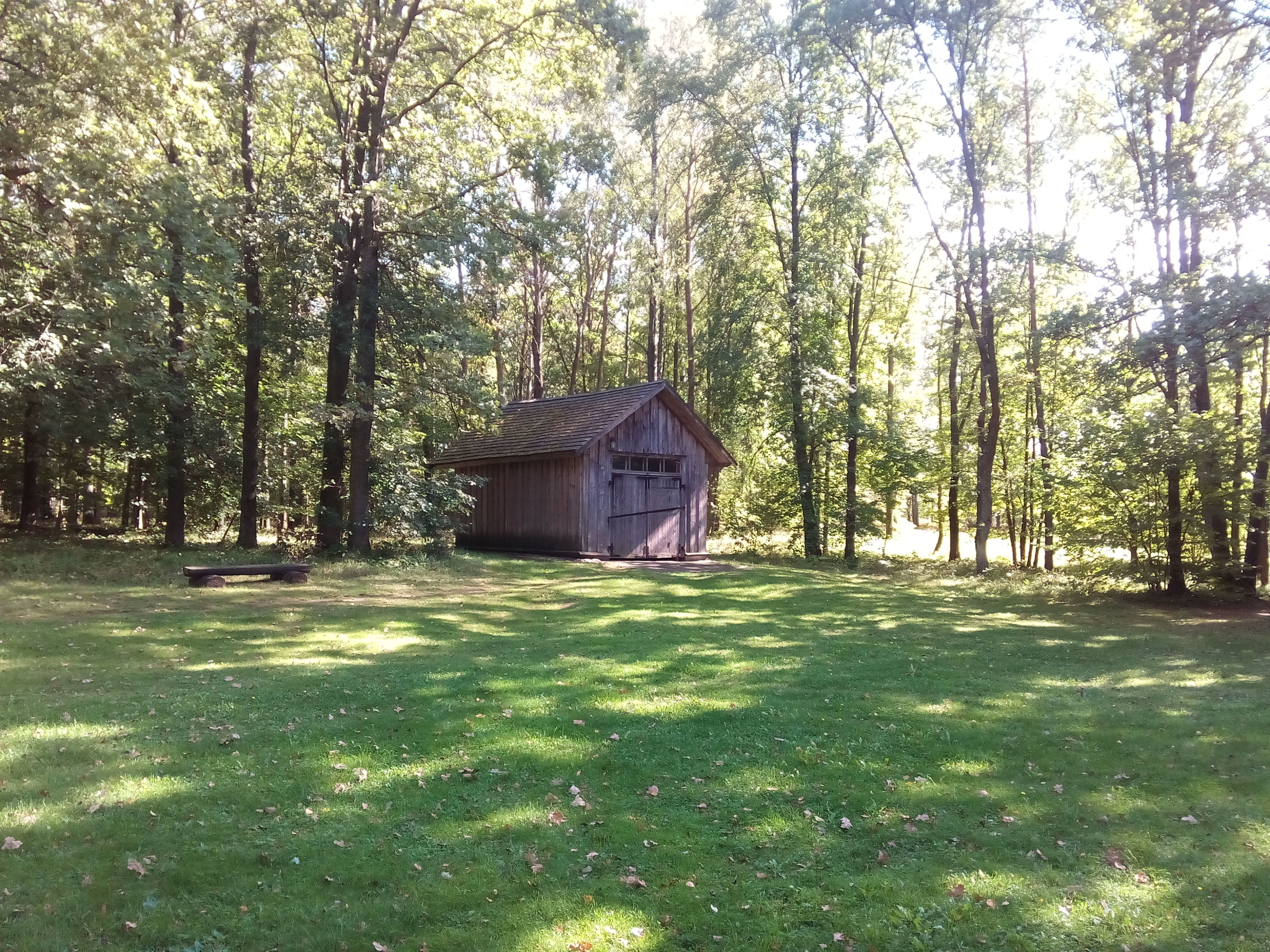
Гараж

Экспозиция размещалась в здании бывшей конторы Копысского лесничества, в которой летом 1935 года жил Янка Купала в семье лесничего М. И. Шиманского, пока по правительственному постановлению к 30-летию творческой деятельности песняра строилась его дача. В 1962 году к 80-летию со дня рождения Янки Купалы здесь была установлена мемориальная доска.
В 1962—1977 годах филиал Литературного музея Янки Купалы работал на общественных началах. С 1977 года филиал стал государственным учреждением, экспозиция была обновлена и значительно расширена. 11 октября 1978 года филиал музея включён в созданный Купаловский мемориальный заповедник «Левки».

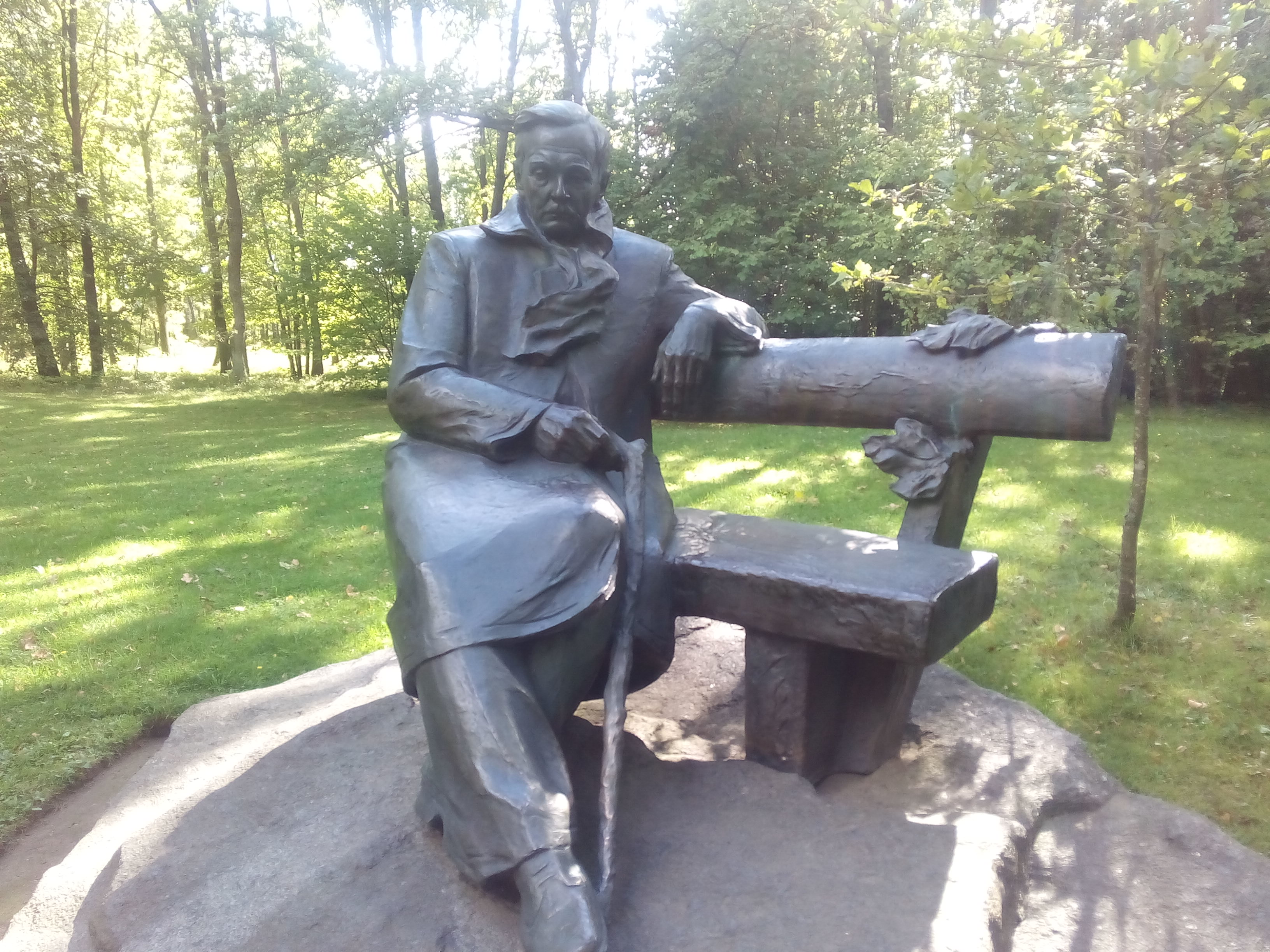
Памятник Янке Купале

В 1981 году по проекту Я. Романовского и Ф. Анисовича восстановлен дачный дом писателя. В 1982 году к 100-летию со дня рождения Янки Купалы в реконструированной даче создана новая экспозиция. В том же году поставлен памятник Янке Купале (скульптор А. Аникейчик).

## Состав мемориального комплекса
В состав мемориального комплекса входят дача поэта, восстановленная по фотографиям и воспоминаниям (макет художников Я. Романовского и Ф. Анисовича): одноэтажное здание размером 11,5 х 12,5 м, здание бывшей конторы Копысского лесничества, домик шофера, гостиница, хозяйственные постройки, гараж, в котором экспонируется машина писателя «Шевроле», дарованная ему правительством БССР в 1939 году, памятник «Осень поэта» (скульптор А. Аникейчик), участок леса, зона массовых гуляний.

## Экспозиция

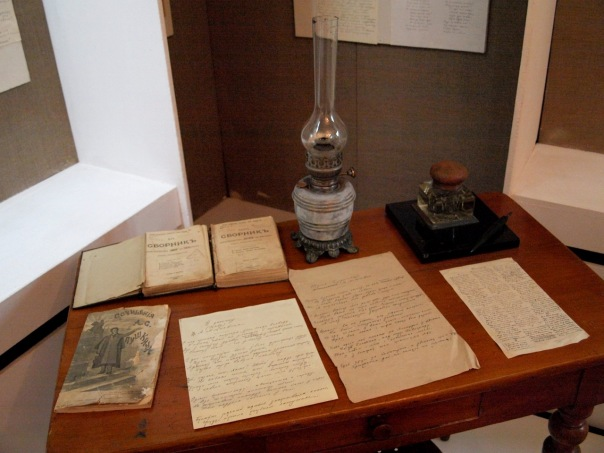
Часть экспозиции музея

Экспозиция состоит из двух частей.

### Литературно-документальная часть

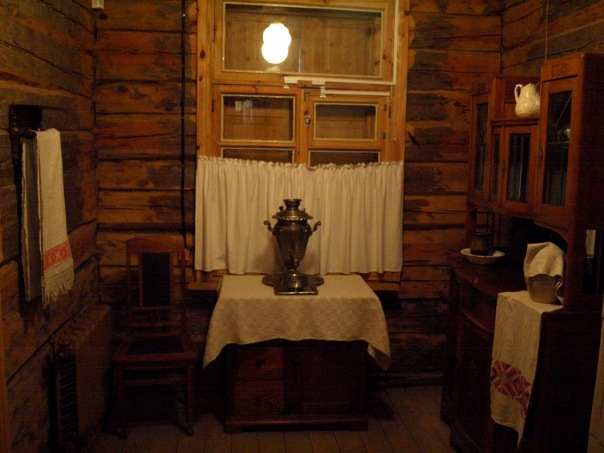
Интерьер музея

Литературно-документальная часть расположена в здании бывшей конторы Копысского лесничества, что уцелел во время последней войны. Здесь хранятся издания произведений поэта разных лет, воспоминания о нем, стихи, посвященные Левкам, письма, документы, фотографии, материалы о встречах в Левках Янки Купалы с Якубом Коласом, П. Бровком, П. Глебком, К. Крапивой, М. Лыньковым, К. Чорным и др., произведения живописи А. Кроля, Ю. Пучинского, Я. Романовского, И. Давидовича, Е. Тихановича, В. Шаранговича, П. Сергиевича, графика Э. Агуновича, М. Басалыги, А. Кашкуревича, Г. Поплавского, Л. Рана, скульптуры В. Летуна, С. Селиханова.
В 2015 году в «Левках» создана новая литературно-документальная экспозиция. Главной темой ее стало воплощение образа «Госці», развернутого в одноименном стихотворении левковского цикла. Гостем приехал в эти места Янка Купала. Как хозяин дачи уже сам принимал гостей — жителей окрестных деревень, друзей-писателей. Гости по сей день приезжают в Левки, чтобы пройти Купаловыми тропами.
Современное мультимедийное оборудование экспозиции дает возможность глубже ощутить атмосферу времени и присутствие поэта. Каждый музейный зал имеет свой голос: песни на слова Купалы, аудиозапись его голоса, птичье пение. А мультимедийное окно, находящееся в стилизованной комнате лесничества 1930-х, позволяет бросить взгляд на левковское бытование песняра.

### Мемориальная часть
В мемориальной части экспозиции на даче поэта в комнате, где жил и работал песняр, восстановлен интерьер, оборудование, экспонируются документы, вещи, мебель, которыми пользовался Я. Купала.